# Zentrum für Inklusionsforschung Berlin
Das Zentrum für Inklusionsforschung Berlin (ZfIB) der Humboldt-Universität zu Berlin verknüpft durch vielfältige Aktivitäten Wissenschaft, Zivilgesellschaft und Politik. Beispielsweise wird im Rahmen von verschiedenen Veranstaltungsformaten der Dialog zwischen verschiedenen Akteuren gefördert. Des Weiteren werden Mitglieder des Zentrums für Inklusionsforschung als Expertinnen für die Umsetzung von Inklusion angefragt. Das Zentrum bündelt Forschungen unterschiedlicher Disziplinen zu gesellschaftlichen Diskriminierungs-, Ausgrenzungs- und Partizipationsprozessen auf lokaler, regionaler, nationaler und internationaler Ebene. Das interdisziplinäre Zentrum für Inklusionsforschung Berlin wurde am 17. Januar 2018 gegründet.
Das Zentrum für Inklusionsforschung vertritt einen Begriff von Inklusion, der unterschiedliche Differenzlinien und deren Konstruktionen umfasst, wie z. B. Herkunft, Geschlecht, Behinderung/Befähigung und sexuelle Orientierung. Die Mitglieder und Kooperationspartner des ZfIB kommen aus der Wissenschaft, Zivilgesellschaft und Politik innerhalb und außerhalb Berlins. Zurzeit gibt es fünf interdisziplinäre Arbeitsbereiche, in denen die Zentrumsmitglieder gemeinsam an unterschiedlichen einschlägigen Themen und Fragestellungen arbeiten, Projekte entwickeln und durchführen, Veranstaltungen ausrichten sowie gemeinsam publizieren. In einem Forschungsprojekt, welches am ZfIB angesiedelt ist, wird beispielsweise überregional untersucht, wie schulische Inklusion in Deutschland umgesetzt  wird.
Mitglieder des ZfiB kooperieren mit vier palästinensischen Universitäten (Islamische Universität Gaza; Universität Bir Zait, Ramallah; Universität Nablus; al-Quds-Universität, Jerusalem) und mit dem palästinensischen Ministerium für Bildung in Ramallah. Das gemeinsame Ziel ist, das Thema der inklusiven Bildung in der Lehrerausbildung zu stärken, um Menschen mit Behinderungen in den palästinensischen Gebieten durch verbesserte Bildung die Teilhabe an der Gesellschaft und auch insbesondere im Arbeitsleben zu ermöglichen.
Ein weiterer Schwerpunkt des ZfIB ist die Förderung des wissenschaftlichen Nachwuchses. So wurden das Graduiertenkolleg „Inklusion – Bildung – Schule: Analysen von Prozessen gesellschaftlicher Teilhabe“ in das ZfIB integriert und das Netzwerk Junge Wissenschaft gegründet. Das Netzwerk Junge Wissenschaft betreibt einen Blog, der verschiedene Aspekte von Inklusion in den Blick nimmt, z. B. Teilhabe und dabei Stimmen aus der Wissenschaft, Zivilgesellschaft und Politik zu Worte kommen lässt.

## Struktur
Zu den Gründungsmitgliedern gehören Personen verschiedener Institute und Fakultäten der Humboldt-Universität zu Berlin sowie anderer wissenschaftlicher Einrichtungen wie z. B. das Wissenschaftszentrum Berlin für Sozialforschung (WZB), die Freie Universität Berlin (FU), die Technische Universität Berlin (TU), die Evangelische Hochschule Berlin (EHB) und die Katholische Hochschule für Sozialwesen Berlin (KHSB).
Das ZfIB hat sich eine Satzung gegeben, in der festgelegt ist, wer Mitglied des ZfIB werden kann.
Die Mitgliederversammlung wählt den Zentrumsrat, der aus dem Zentrumsdirektor und der Stellvertretung, dem Geschäftsführer, aus bis zu fünf weiteren Hochschullehrern sowie – wenn entsprechende Mitglieder vorhanden sind – aus zwei akademischen Mitarbeitern, einem eingeschriebenen Studierenden und einem sonstigen Mitarbeiter besteht. Der Zentrumsrat trifft sich zwei- bis viermal im Jahr. Er ist das zentrale Entscheidungsgremium des ZfIB. Hier wird über grundlegende Angelegenheiten beraten und entschieden. Zudem bietet der Zentrumsrat ein Forum für den regelmäßigen Austausch über Aktivitäten und Anliegen der ZfIB-Arbeitsbereiche, da fünf seiner Mitglieder gleichzeitig die Sprecher der fünf Arbeitsbereiche sind.
Die Leitung des Zentrums obliegt dem  Zentrumsdirektor (Gründungsdirektorin Vera Moser 2018–2020, seit April 2020 Gudrun Wansing) und der Stellvertretung (Michael Komorek seit 2018) und dem Geschäftsführer des ZfIB (Elisabeth Plate von 2018–2020, seit April 2020 Ellen Brodesser).
Der Zentrumsrat beruft den Wissenschaftlichen Beirat, der sich aus Persönlichkeiten aus der Wissenschaft und aus weiteren Bereichen des öffentlichen Lebens zusammensetzt. Der Beirat berät das Zentrum insbesondere in Fragen der wissenschaftlichen Weiterentwicklung und der Qualitätssicherung der Arbeit des Zentrums.

## Arbeitsbereiche des Zentrums
Innerhalb des ZfIB gibt es fünf interdisziplinäre Arbeitsbereiche, in denen die Zentrumsmitglieder gemeinsam an einschlägigen Themen und Fragestellungen arbeiten, Projekte entwickeln und durchführen, Veranstaltungen ausrichten, gemeinsam publizieren u. a. Jeder Arbeitsbereich trifft sich mindestens viermal im Jahr. Die inhaltlichen Ausrichtungen der Arbeitsbereiche orientieren sich einerseits an grundlegenden Bezugsdisziplinen der Inklusionsforschung wie Erziehungs-, Politik-, Rechtswissenschaften, Soziologie und andererseits an gesellschaftlichen Dimensionen sozialer Teilhabe.
Im Einzelnen gibt es zurzeit folgende fünf Arbeitsbereiche:
- Arbeitsbereich I: Inklusion im Kontext sozial- und geisteswissenschaftlicher Theoriebildung
- Arbeitsbereich II: Inklusion im Kontext rechtswissenschaftlicher und sozialphilosophischer Analysen
- Arbeitsbereich III: Inklusion im Kontext von Bildung und Erziehung
- Arbeitsbereich IV: Inklusion im Kontext von Arbeit und Beruf
- Arbeitsbereich V: Inklusion im Kontext von Demokratieentwicklung

## Projekte des ZfIB
Ein wesentlicher Meilenstein des ZfIB war die Auftaktveranstaltung im Februar 2019. Die Tagung richtete sich an alle Personen und Organisationen, die sich für die Themenfelder von Inklusion und Exklusion interessieren. Sie war der Beginn des gewünschten mehrperspektiven Dialogs über gesellschaftliche Ausgrenzung, soziale Ungleichheit, Inklusion und Teilhabe.
Aktuelle gemeinsame Projekte des ZfIB sind eine gemeinsame Publikation der Mitglieder des ZfIB Arbeitsbereich I sowie eine  Studie zur Umsetzung schulischer Inklusion nach der UN-Behindertenrechtskonvention in den deutschen Bundesländern im Arbeitsbereich III. Daneben laufen in den Fachgebieten der Mitglieder des ZfIB zahlreiche weitere Projekte in den Feldern der Inklusionsforschung, z. B. Netzwerkbildung zu Inklusionsforschung im Kontext von Arbeit.

## Netzwerk Junge Wissenschaft
Die Förderung junger Wissenschaftler ist eines der Anliegen des Zentrums für Inklusionsforschung Berlin (ZfIB). Das Graduiertenkolleg „Inklusion – Bildung – Schule: Analysen von Prozessen gesellschaftlicher Teilhabe“ und das Netzwerk Junge Wissenschaft sprechen Wissenschaftler in allen Qualifizierungsphasen (Prä- und Postdoc) an, bieten strukturierte Unterstützungsmöglichkeiten und Gelegenheit zur universitätsübergreifenden Vernetzung. Beispielsweise werden Werkstattgespräche und Weiterbildungen zu verschiedenen Themen angeboten. Darüber hinaus betreibt das Netzwerk Junge Wissenschaft das Blog Berliner Gedanken zu Inklusion.